# Bastion Grolman

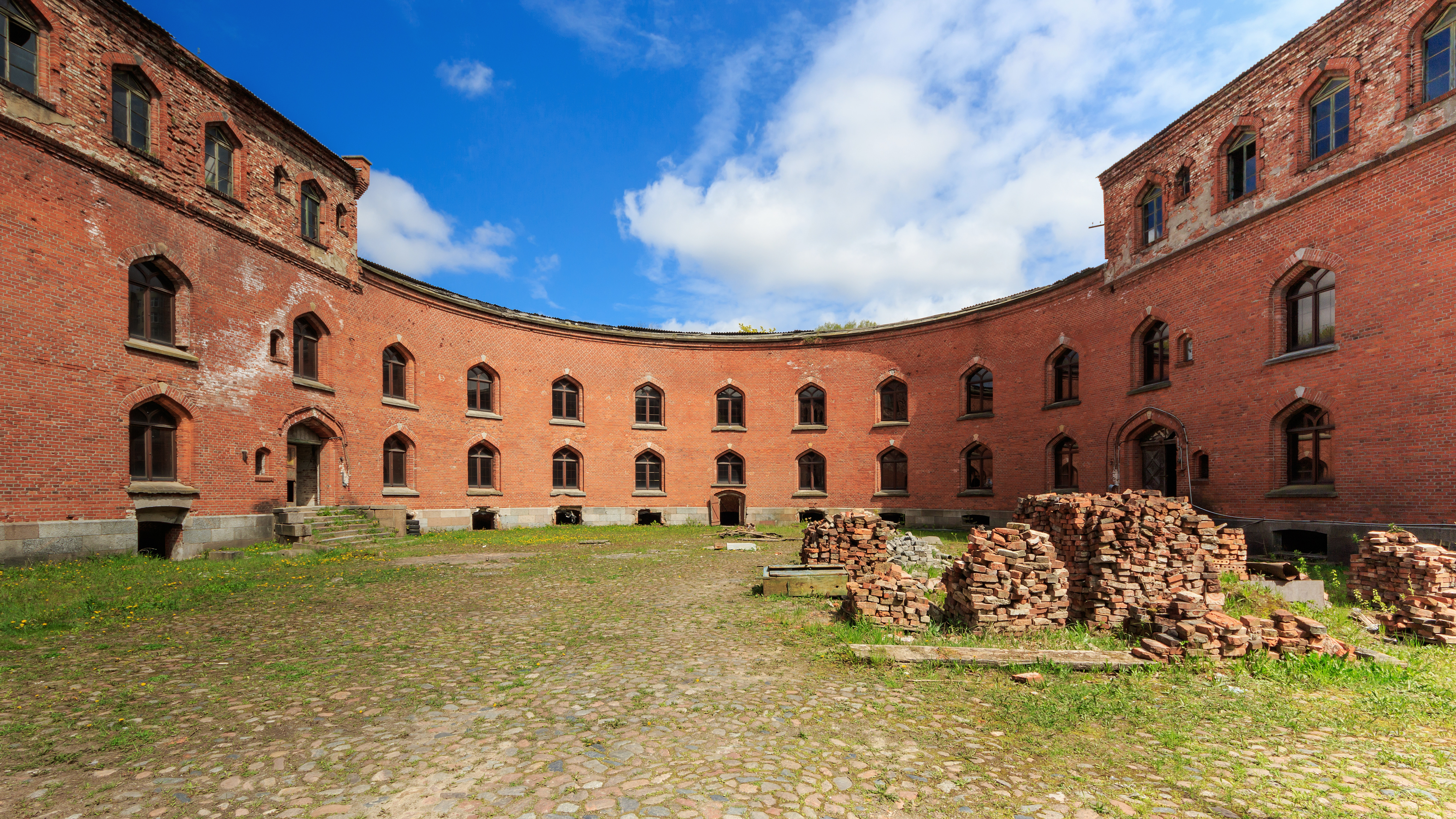
Bastion Grolman

Die Bastion Grolman befindet sich in der russischen Stadt Kaliningrad, dem früheren Königsberg. Sie steht in der Nähe der Alexander-Newski-Straße (Cranzer Allee) in Richtung Moskowski-Prospekt, gegenüber der Defensionskaserne Kronprinz.

## Geschichte
Die Bastion wurde von 1856 bis 1860 gebaut und nach dem preußischen Heeresreformer Karl von Grolman benannt. Das hufeisenförmige Reduit war Teil der Fortifikationsbauten im 19. Jahrhundert, die in Königsberger Peripetie angelegt wurden. Die Architekten blieben unbekannt. Im April 1945 hatte die 367. Infanterie-Division dort ihren letzten Befehlsstand. Am 10. April war die Bastion von der Roten Armee umzingelt; die Verteidiger und der Divisionskommandeur Generalleutnant Hermann Hähnle gerieten in die sowjetische Gefangenschaft. In der Nachkriegszeit nutzte man die Gebäude als Lager- oder Werkstatträume für Kleingewerbetreibende. Zurzeit plant man die Einrichtung eines Hotels.